# Mădălina Gojnea
Mădălina-Victorița Gojnea (n. 23 august 1987) este o jucătoare română de tenis. Pe 4 iulie 2011, a atins cea mai bună clasare în circuitul feminin profesionist WTA și anume locul 149 mondial.

## Finale în turneul ITF la simplu: 16 (12–4)
| Turnee de $100,000 |
| Turnee de $75,000  |
| Turnee de $50,000  |
| Turnee de $25,000  |
| Turnee de $10,000  |

| Rezultat     | Nr. | Data               | Turneu                                 | Suprafața | Adversara în finală        | Scorul           |
| Pierzătoare  | 1.  | 11 august 2003     | ITF $10,000 București 1, România       | Zgură     | Antonela Voina             | 5–7, 2–6         |
| Câștigătoare | 2.  | 27 septembrie 2004 | ITF $10,000 Cluj-Napoca, România       | Zgură     | Oksana Teplyakova          | 7–5, 6–3         |
| Câștigătoare | 3.  | 31 ianuarie 2005   | ITF $10,000 Vale do Lobo, Portugaliaia | Hard      | Lucía Jiménez-Almendros    | 6–4, 4–6, 6–0    |
| Câștigătoare | 4.  | 22 martie 2005     | ITF $10,000 Atena, Grecia              | Zgură     | Anna Gerasimou             | 6–1, 6–3         |
| Câștigătoare | 5.  | 28 martie 2005     | ITF $10,000 Patras, Grecia             | Zgură     | Xenia Antonia Tout         | 7–5, 6–2         |
| Câștigătoare | 6.  | 25 iulie 2005      | ITF $10,000 Arad, România              | Zgură     | Oksana Karyshkova          | 6–1, 6–3         |
| Pierzătoare  | 7.  | 2 august 2005      | ITF $10,000 București 5, România       | Zgură     | Ioana Raluca Olaru         | 6–7(3), 5–7      |
| Pierzătoare  | 8.  | 11 aprilie 2006    | ITF $25,000 Biarritz, Franța           | Zgură     | Stéphanie Cohen-Aloro      | 7–6(1), 4–6, 4–6 |
| Câștigătoare | 9.  | 12 iunie 2006      | ITF $25,000 Gorizia, Italia            | Zgură     | Barbora Záhlavová-Strýcová | 6–4, 6–1         |
| Câștigătoare | 10. | 5 aprilie 2010     | ITF $10,000 Hvar, Croația              | Zgură     | Ema Burgić                 | 6–4, 6–4         |
| Câștigătoare | 11. | 19 aprilie         | ITF $10,000 Šibenik, Croația           | Zgură     | Conny Perrin               | 6–2, 6–1         |
| Pierzătoare  | 12. | 24 mai 2010        | ITF $10,000 Craiova, România           | Zgură     | Alexandra Cadanțu          | 7–5, 3–6, 0–6    |
| Câștigătoare | 13. | 31 mai 2010        | ITF $10,000 București 2, România       | Zgură     | Bianca Hîncu               | 6–2, 6–2         |
| Câștigătoare | 14. | 7 iunie 2010       | ITF $10,000 Iași, România              | Zgură     | Ilinca Stoica              | 6–2, 7–5         |
| Câștigătoare | 15. | 11 iulie 2010      | ITF $25,000 Aschaffenburg, Germania    | Zgură     | Caroline Garcia            | 6–1, 6–0         |
| Câștigătoare | 16. | 26 septembrie 2010 | ITF $25,000 București, România         | Zgură     | Kristína Kučová            | 6–4, 6–4         |

## Finale în turneul ITF la dublu: 18 (11–7)
| Rezultat     | Nr. | Data               | Turneu                                         | Suprafața | Partenera           | Adversarele în finală                      | Scorul           |
| Câștigătoare | 1.  | 18 iulie 2004      | ITF $10,000 București 2, România               | Zgură     | Monica Niculescu    | Liana Balaci Iris Ichim                    | 6–4, 6–1         |
| Câștigătoare | 2.  | 6 februarie 2005   | ITF $10,000 Vale do Lobo, Portugalia           | Hard      | Gabriela Niculescu  | Irina Buryachok Olga Panova                | 6–3, 6–4         |
| Pierzătoare  | 3.  | 27 martie 2005     | ITF $10,000 Atena, Grecia                      | Zgură     | Lenore Lăzăroiu     | Lauren Breadmore Aurélie Védy              | 3–6, 5–7         |
| Câștigătoare | 4.  | 3 aprilie 2005     | ITF $10,000 Patras, Grecia                     | Hard      | Lenore Lăzăroiu     | Asimina Kaplani Anna Koumantou             | 6–3, 6–2         |
| Câștigătoare | 5.  | 14 mai 2005        | ITF $10,000 București 1, România               | Zgură     | Bianca Bonifate     | Asimina Kaplani Anna Koumantou             | 6–2, 7–6(3)      |
| Câștigătoare | 6.  | 21 mai 2005        | ITF $10,000 Pitești, România                   | Zgură     | Gabriela Niculescu  | Vojislava Lukić Andrea Popović             | 6–4, 6–3         |
| Câștigătoare | 7.  | 23 iulie 2005      | ITF $10,000 București 4, România               | Zgură     | Gabriela Niculescu  | Agnes Szatmari Oksana Teplyakova           | 6–3, 6–2         |
| Pierzătoare  | 8.  | 9 aprilie 2006     | ITF $75,000 Dinan, Franța                      | Zgură (I) | Agnieszka Radwańska | Klaudia Jans Henrieta Nagyová              | 6–3, 2–6, 4–6    |
| Pierzătoare  | 9.  | 23 iulie 2006      | ITF $50,000 Vittel, Franța                     | Zgură     | Ekaterina Makarova  | Yulia Beygelzimer Ágnes Szávay             | 2–6, 5–7         |
| Câștigătoare | 10. | 17 martie 2007     | ITF $25,000 Las Palmas de Gran Canaria, Spania | Hard      | Sorana Cîrstea      | Claire Curran Melanie South                | 4–6, 7–6(5), 6–4 |
| Pierzătoare  | 11. | 11 mai 2007        | ITF $75,000 Jounieh, Liban                     | Zgură     | Monica Niculescu    | Tatiana Poutchek Anastasiya Yakimova       | 5–7, 0–6         |
| Pierzătoare  | 12. | 29 iunie 2007      | ITF $25,000 București 4, România               | Zgură     | Laura-Ioana Andrei  | Julia Görges Vojislava Lukić               | 2–6, 4–6         |
| Câștigătoare | 13. | 12 septembrie 2007 | ITF $10,000 Lleida, Spania                     | Zgură     | Sylwia Zagórska     | Catarina Ferreira Sheila Solsona-Carcasona | 7–6(8), 6–1      |
| Pierzătoare  | 14. | 25 aprilie 2010    | ITF $10,000 Šibenik, Croația                   | Zgură     | Maria Abramović     | Alexandra Cadanțu Dalia Zafirova           | 2–6, 3–6         |
| Câștigătoare | 15. | 23 mai 2010        | ITF $10,000 București 1, România               | Zgură     | Laura-Ioana Andrei  | Diana Enache Cristina Mitu                 | 6–4, 3–6, [10–7] |
| Câștigătoare | 16. | 4 iunie 2010       | ITF $10,000 București 2, România               | Zgură     | Laura-Ioana Andrei  | Elora Dabija Ioana Gaspar                  | 6–2, 6–4         |
| Câștigătoare | 17. | 12 iunie 2010      | ITF $10,000 Iași, România                      | Zgură     | Ionela-Andreea Iova | Fatma Al-Nabhani Biljana Pawlowa-Dimitrova | 6–3, 6–3         |
| Pierzătoare  | 18. | 27 noiembrie 2010  | ITF $75,000 Toyota, Japonia                    | Covor (I) | Irina Begu          | Shuko Aoyama Rika Fujiwara                 | 6–1, 3–6, [9–11] |